# سیارک ۱۱۴۷
سیارک ۱۱۴۷ (به انگلیسی: 1147 Stavropolis، نامگذاری:1929LF) هزار و صد و چهل و هفتمین سیارک کشف شده‌است که در ۱۱ ژوئن ۱۹۲۹ و در رصدخانه سایمیز کشف شد.
قدر مطلق سیارک برابر ۱۲٫۰۰ است.